# Pia Kjærsgaard
Pia Merete Kjærsgaard (Kopenhagen, 23 februari 1947) is een Deens politica namens de rechts-conservatieve Dansk Folkeparti (Deense Volkspartij). 

## Politieke loopbaan
Kjærsgaard begon haar politieke loopbaan in 1978, toen ze zich aansloot bij de Fremskridtspartiet ('Vooruitgangspartij'). Ze was aanvankelijk actief op lokaal niveau, maar veroverde bij de Deense parlementsverkiezingen van 1984 een zetel in de Folketing, het nationale parlement. Van 1985 tot 1995 was zij de politiek leider van Fremskridtspartiet.
Na inhoudelijke en persoonlijke meningsverschillen binnen de Fremdskritpartiet scheidde een deel van de partij, onder wie Kjærsgaard, zich in oktober 1995 af om de Dansk Folkeparti ('Deense Volkspartij') op te richten. Van deze partij zou ze tot 2012 het leiderschap vervullen. Met Kjærsgaard als lijsttrekker won de Dansk Folkeparti bij opeenvolgende parlementsverkiezingen aan populariteit; van 13 zetels in 1998 groeide de partij door naar 22 zetels in 2001, 24 zetels in 2005 en 25 zetels in 2007. Daarmee was het lange tijd de derde partij van Denemarken. Als gedoogpartij had de Dansk Folkeparti in de periode 2001 tot 2011 grote invloed op het centrumrechtse minderheidskabinet onder leiding van Venstre.
In september 2012 droeg Kjærsgaard het voorzitterschap van de Dansk Folkeparti over aan Kristian Thulesen Dahl, die de partij bij de verkiezingen van 2015 vijftien zetels winst bezorgde. De partij werd met een totaal van 37 zetels de op een na grootste van het land en Kjærsgaard werd hierop verkozen tot voorzitter van het Deense parlement, het Folketing. Zij was de eerste vrouw die deze functie bekleedde.

## Overtreding van de wapenwet
Op 8 november 2002 voelde Pia Kjærsgaard zich bedreigd door een vrouw in Kopenhagen. Kjærsgaard pakte daarop een bus pepperspray en hield deze naar de vrouw gericht. Daarna riep zij de politie erbij en verklaarde zich schuldig aan het overtreden van de wapenwet. Ze accepteerde de aanklacht die de politie tegen haar indiende. In maart 2003 werd ze veroordeeld tot een boete van 3000 Deense kronen (ruim 400 euro). Hierna gaf ze te kennen dat het gebruik van pepperspray gelegaliseerd zou moeten worden.

## Persoonlijk
Pia Kjærsgaard is ridder der Eerste klasse van de Orde van de Dannebrog. Ze is getrouwd met Henrik Thorup en heeft twee kinderen.
Ze schreef haar memoires in het boek Men udsigten er god ("Maar het uitzicht is goed").
- Gemeinsame Normdatei: 128435682
- International Standard Name Identifier: 0000 0001 1447 7887
- Library of Congress Control Number: nb99023193
- Virtual International Authority File: 73349514
- WorldCat: E39PBJqBwrvW9k3Cxw9rmBrH4q